# Пуцањ у главу
„Пуцањ у главу” је југословенски кратки филм из 1969. године. Режирала га је Марија Благојевић која је написала и сценарио.

## Улоге
| Глумац                | Улога |
| --------------------- | ----- |
| Владимир Благојевић   |       |
| Данило Бата Стојковић |       |